# Jonny McGovern
Jonny McGovern (ur. 12 lipca 1975 na Brooklynie) – amerykański komediant stand-upowy, muzyk i podcaster. Jako wokalista komediowy, pod pseudonimem The Gay Pimp, nagrał trzy albumy studyjne. Członek obsady skeczu stacji Logo pt. The Big Gay Sketch Show, stworzonego przez Rosie O’Donnell.

## Życiorys
Urodził się na Brooklynie w Nowym Jorku jako syn Mary McGovern i Roba Gutowskiego. Jego rodzice często podróżowali i Jonny dorastał w Egipcie i Tajlandii. Następnie wrócił do Stanów Zjednoczonych, by studiować aktorstwo na Boston University.
McGovern wyznał, że inspiracją do stworzenia jego komediowego alter ego, The Gay Pimp (pol. gejowski alfons), były utwory rapera Eminema i zasłyszane z nim wywiady. Artysta stworzył skecz, zatytułowany The Wrong Fag to Fuck With: The Gay Pimp vs. Eminem, w którym jako gwiazda popu-superbohater zjawia się na rozdaniu nagród MTV, by stoczyć walkę z raperem.
Prowadził internetowe show Gay Pimpin' with Jonny McGovern.
Obecnie mieszka w rodzinnym Nowym Jorku. Jest zdeklarowanym gejem.

## Nagrody

### 2007 Glammy Awards
- Best Party Promoter
- Best Male Entertainer
- Best Party – Boys Gone Wild @ Mr Black's

### 2008 Pill Awards
- Sexy Pill – "Somethin' for the Fellas (That like the Fellas)"
- Best Dance Video – "Somethin' for the Fellas (That like the Fellas)"

## Dyskografia
| Rok  | Album i spis utworów |
| ---- | --- |
| 2003 | Dirty Gay Hits 1. "Gay Pimp Intro" 2. "Dirty Gay Teen Pop Superstars" 3. "Soccer Practice" 4. "Hey Lil' Raver Boi" 5. "Dirty Gay Stuff" 6. "The Wrong Fag to Fuck With" 7. "Lookin' Cute/Feelin' Cute" 8. "Lookin' Cute Pt 2" 9. "Dream Boi Cream Boi" 10. "Koko Would Like A Bump" – featuring KoKo Aviance Data wydania brytyjskiego: 4 sierpnia 2003 r. |
| 2006 | Jonny McGovern Presents: This is NYC, Bitch! The East Village Mixtape\|This is NYC, Bitch! The East Village Mixtape 1. "This is New York City (Bitch!)" – La'Mady featuring Kevin Aviance 2. "Somethin' For the Fellas (That Like the Fellas)" – Team PIMP 3. "We Like to Freak" – Jonny McGovern featuring Flawless Sabrina 4. "The Bad Bump" – Linda James featuring Corey Tut 5. "Showgirl" – Ericka Toure Aviance 6. "This is How You Go-Go" – Jay 7. "Servin' it Up" – Peppermint Gummy Bear 8. "KoKo Would Like a Bump" – KoKo Aviance 9. "Runway in My Street Clothes" – La'Mady Data wydania brytyjskiego: 28 listopada 2006 r. |
| 2007 | Gays Gone Wild 1. "Girl, I Fucked Yo' Boyfriend" 2. "Bossy Bottom" – feat. Adam Joseph, Linda James, and Ericka Toure Aviance 3. "Afterhours" 4. "Somethin' for the Fellas (That Like the Fellas)" – feat. Team PIMP 5. "Orange Juice" – feat. Xander 6. "Gayboy Mansion" 7. "I Likes to Have Funz" 8. "Dick Swang Out!" – feat. Team PIMP 9. "We Like to Freak" – feat. Mother Flawless Sabrina 10. "Electroboy" 11. "Don't Fall in Love With a Homo (A Song for the Ladies)" 12. "Somethin' for the Fellas (5am TEAM Work Remix)" – feat. Team PIMP Data wydania amerykańskiego: 9 maja 2007 r. |
| 2008 | Keep It Faggity: The Gay Pimp Remix Project 1. "Don't Fall In Love With a Homo (Uptempo Re-Creation Mix)" 2. "Bossy Bottom (featuring TEAM PIMP) (Booty House Mix)" 3. "After Hours ('Til the Morning Marathon Mix)" 4. "Run to the Dancefloor (J. Vasquez Unreleased Mix)" 5. "Soccer Practice (Holland's Big Room Mix)" 6. "Lookin' Cute/Feelin' Cute (Destination X Main Mix)" 7. "Dick Swang Out! (featuring TEAM PIMP) (Team Work Runway Mix)" 8. "Girl, I Fucked Yo' Boyfriend (U Know He Did It At the Club Mix)" 9. "Somethin' for the Fellas (featuring TEAM PIMP) (5am TEAM Work Remix)" 10. "Soccer Practice (featuring Maxine Inniss) (Dylan Drazen 12" Mix)" 11. "Lookin' Cute/Feelin' Cute Unplugged" Data wydania amerykańskiego: 11 czerwca 2008 r. |
| 2008 | Dirty Gay Christmas Single 1. "A Dirty Gay Christmas (A Song for the Fans)" Data wydania amerykańskiego: 15 listopada 2008 r. |
| 2009 | Best of Gay Pimpin' – vol. 1. i 2. Volume 1: 1. "Feelin' Really Faggity (Theme to Gay Pimpin')" 2. "Jonny Mcgovern's Theme Restaurant" 3. "Jojo the F to M Penis Made from a Clit Children’s Story" 4. "Linda James As Madonna" 5. "Britney At Petco" 6. "Erickatoure's Advice On Gettin' Straight Trade" 7. "Also a Man: Erickatoure's Fragrance Commercial" 8. "Sophia Lamar's Top Ten Signs You're Shitty" 9. "Martha Wash Tells Us About Confronting Her Lipsynchers" 10. "Chocolate Puddin Conjures Up Venus Xtrvaganza" 11. "Britney & Amy Winehouse Freaky Friday" 12. "Gayco Commercial With Julie Goldman" 13. "Blu Kennedy's Tales from a Porn Set" 14. "Kevin Aviance Talks About His Big Break from Madonna" 15. "Pretend Kevin Aviance Bosses Linda Around" 16. "Gayco Commercial With Sophia Lamar" 17. "DJ Larry Tee Tells Us About His Crazy Road Trip to NYC" 18. "Pretend Kevin Aviance Bosses Linda Around Part 2" 19. "Mastercunt Theater: Linda As Venus" 20. "Meet Waffles : The World’s Biggest Pop Star" 21. "Eat That! By Waffles" Volume 2: 1. "Disco the Kid's Time for Gay Pimpin' Theme" 2. "Introduction to Nature's Candy" 3. "Nature's Candy: Erickatoure's Imaginary Porn Calendar" 4. "Podcast Apollo Legends" 5. "Sophia Lamar's Top Ten Reasons You Might Be Crummy" 6. "Kevin Aviance Spills About His Gay Bash Attack" 7. "Jojo the F to M Penis Made from a Clit: Jojo of Love" 8. "Artist Robert W Richards Talks About Meeting Dinah Washington" 9. "Britney's Raccoon Trap Problem" 10. "The Origin of Joanie Mcgovern" 11. "The Devil Wears Balenciaga: Linda Vs Pompom" 12. "Madonna's Mrs Doubtfire Mask" 13. "Chocolate Puddin's New Supergroup Sings "Ooh I Think Yer Shitty, Bitch"" 14. "DJ Nita Calls Jonny & Linda" 15. "Linda James’ Excuse Me Miss..." 16. "Jonny’s Shoobydoo Mysteries" 17. "Oh Martin (Mega Mix)" 18. "Rupaul Taks About Becoming a Star" 19. "The Britney Pink Wig Theory" 20. "Perez Hilton Blabs Clay Aiken's Manhunt Screenname" 21. "Intern Pom Pom's Travelling Pants Summer Vaykay" 22. "Madonna's History of the World" 23. "Chocolate Puddin Makes a Podcast Benefit Anthem" 24. "Podcast Donation Anthem 3.97 a Month" Data wydania amerykańskiego: 30 stycznia 2009 r. |
| 2008 | The East Village Mixtape Volume 2: The Legends Ball 1. "Battle Cat" – Princess Extravaganza 2. "Gimme More" – Kevin Aviance 3. "Fried Chicken/Untitled Peppermint Gummybear Track" – Peppermint Gummybear 4. "My Pumps" – Ericka Toure Aviance 5. "Timebomb" – Linda James 6. "And The Crowd Goes" – Britney Houston 7. "Rich White Woman" – Sweetie 8. "A Song for the Hookers (Get Laid, Get Paid)" – feat. Team PIMP 9. "Shitty Faggot" – Sophia Lamar 10. "The Look" – Xander 11. "I Saw Your Cock on Craig's List" – Jonny McGovern Data wydania amerykańskiego: maj 2009 r. |